# Svitlîțke, Baștanka
Svitlîțke (în ucraineană Світлицьке) este un sat în comuna Iermolivka din raionul Baștanka, regiunea Mîkolaiiv, Ucraina.

## Demografie
Componența lingvistică a localității Svitlîțke
     Rusă (66,67%)
     Ucraineană (33,33%)
Conform recensământului din 2001, majoritatea populației localității Svitlîțke era vorbitoare de rusă (66,67%), existând în minoritate și vorbitori de ucraineană (33,33%).